# Adolph Friedrich Barnekow
Adolph Friedrich Barnekow, född 8 april 1744, död 2 oktober 1787, var en svensk friherre, hovman och teaterchef.
Barnekow var chef för Kungliga Teatern och hovkapellet 1776-1780. Han invaldes som ledamot nr. 74 av Kungliga Musikaliska Akademien den 3 december 1777. Han var akademiens preses 1777-1781.